# NGC 1218
NGC 1218 je galaksija u zviježđu Kit.

## Vanjske poveznice
- SEDS: NGC 1218